# Ceratocanthus semipunctatus
Ceratocanthus semipunctatus är en skalbaggsart som beskrevs av Ernst Friedrich Germar 1843. Ceratocanthus semipunctatus ingår i släktet Ceratocanthus och familjen Hybosoridae. Utöver nominatformen finns också underarten C. s. carioca.